# 703

## Събития
- Теодора от Казан, сключва църковен брак с Юстиниан II. Тя е сестра на хазарския хаган Ибузир Гляван.

## Родени
- Ан Лушан, китайски военачалник